# Rogalów (województwo świętokrzyskie)
Rogalów – wieś w Polsce położona w województwie świętokrzyskim, w powiecie włoszczowskim, w gminie Krasocin. Sołectwo tej wsi znajduje się we wsi Borowiec.
W latach 1975–1998 miejscowość administracyjnie należała do województwa kieleckiego.